# 24641 Енвер
24641 Енвер (24641 Enver) — астероїд головного поясу, відкритий 1 вересня 1983 року.
Тіссеранів параметр щодо Юпітера — 3,445.